# Tholenswehr

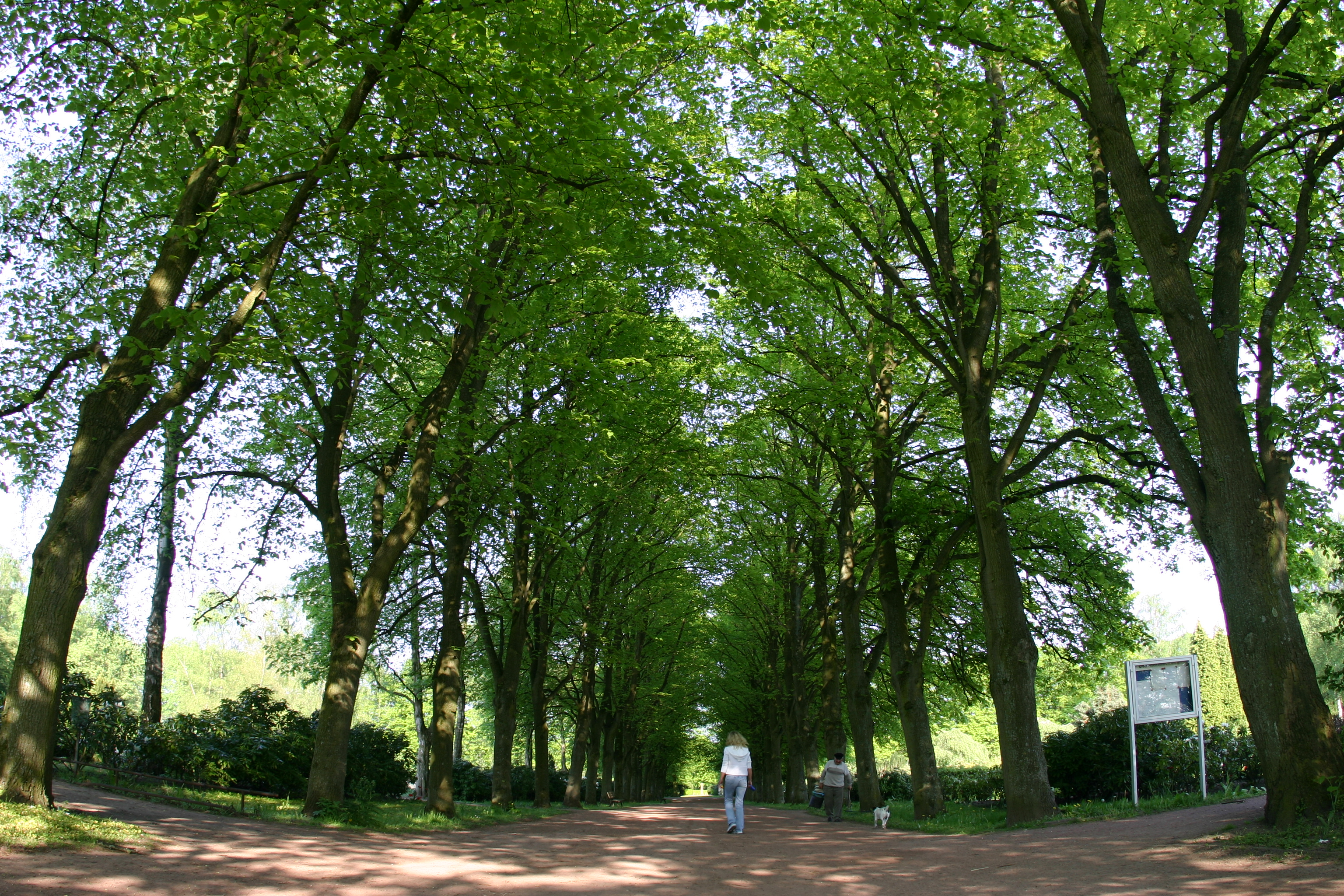
Blick auf die Hauptallee des Friedhofes Tholenswehr

Tholenswehr wird von der Stadt Emden statistisch zu Wolthusen/Neubaugebiet gezählt (westlich des Borssumer Kanals). Insgesamt leben hier 2260 Einwohner (31. Dezember 2010), davon jedoch nur ein geringer Teil in Tholenswehr. Der Name geht auf den Emder Senator Claas Tholen (1767–1846) zurück, der zu Beginn des 19. Jahrhunderts dort ein Gut anlegen ließ.
In Tholenswehr befindet sich der Zentralfriedhof der Stadt. Darüber hinaus steht in dem Stadtteil die Mühle Zeldenrüst, die allerdings nicht mehr über Flügel verfügt und inzwischen als Wohnhaus genutzt wird. An Tholenswehr fließt das Treckfahrtstief vorbei, das Emden mit dem Kleinen Meer verbindet.
Zwischen 1926 und 1929 wurde von Tholenswehr über Wolthusen nach Herrentor ein neuer Entwässerungskanal angelegt, der Borssumer Kanal oder Borssumer Schöpfwerkskanal. Er war notwendig geworden, weil nach der Eindeichung des Larrelter und Wybelsumer Polders (1912–23) und der bereits zuvor erfolgten Schließung des Larrelters Siels Kapazitäten für die Entwässerung fehlten. Dies war insbesondere in den sielfernen Gebieten rund um das Große Meer zu spüren, wo es bei starken Regenfällen regelmäßig zu Überschwemmungen kam. Der neue Kanal zweigt in Tholenswehr vom Treckfahrtstief ab und führt westlich am Wolthuser Dorfkern vorbei in Richtung Ems-Jade-Kanal, der in einem Düker unterquert wird. Anschließend nutzt der Kanal den bereits im Zusammenhang mit dem Bau des Ems-Jade-Kanals angelegten Vorflutkanal, der in Herrentor parallel zum Verbindungskanal zum Fehntjer Tief führt, das ebenfalls per Düker unterquert wird und weiter über die Borssumer Schleuse zum Borssumer Siel verläuft. Ausgebaut wurde in diesem Zusammenhang auch das Kurze Tief zwischen Marienwehr und dem Kleinen Meer.